# Marion Anstis
Marion Anstis (* 18. Oktober 1948) ist eine australische Herpetologin. Ihre Forschung konzentriert sich auf australische Froschlurche und deren Kaulquappen.

## Leben
Anstis war 31 Jahre lang als Musiklehrerin an einer Highschool tätig, befasste sich jedoch in ihrer Freizeit mit Kaulquappen und deren Bestimmung auf Artniveau. Bevor sie 2001 ihre Lehrtätigkeit aufgab, veröffentlichte sie elf Artikel in wissenschaftlichen Zeitschriften.
Im Jahr 2002 erschien ihr erstes Buch mit dem Titel Tadpoles of South-eastern Australia: A guide with keys, das mit einem Whitley Award der Royal Zoological Society of New South Wales ausgezeichnet wurde. Darüber hinaus veröffentlichte sie weitere 15 wissenschaftliche Arbeiten über die Fortpflanzungsbiologie und Taxonomie von Amphibien sowie das Kinderbuch Frogs and Tadpoles of Australia, das 2007 bei New Holland Publishers erschienen ist. 
Ihr Buch Tadpoles and Frogs of Australia reichte sie 2012 als Ph.D.-Dissertation an der University of Newcastle ein. Es wurde dann 2013 bei New Holland Publishers veröffentlicht. 2014 gewann sie damit einen weiteren Whitley Award. 2017 erschien das Buch Frogs of Australia: Reed concise guide. 
Anstis erhielt 1999 sowie von 2006 bis 2007 Stipendien von der Australian Biological Resources Study und 2003 vom WWF. 2003 kam sie als eine von drei Finalisten in die engere Wahl bei den Eureka Science Awards.
Anstis arbeitet mit dem Australian Museum an der Systematik und Taxonomie australischer Frösche und der Morphologie von Kaulquappen zusammen. Sie gehört zu den Erstbeschreibern der Froscharten Ranoidea subglandulosa (1983, in Zusammenarbeit mit Michael J. Tyler), Litoria staccato (2007), Crinia fimbriata (2009), Litoria aurifera (2010), Crinia flindersensis (2012), Uperoleia mahonyi und Cyclorama occidentalis (beide 2016).
Anstis ist Mitglied der Australian Society of Herpetologists.